# S-7 (機雷処分具)
機雷処分具S-7（きらいしょぶんぐS-7）は、日本の技術研究本部が開発した機雷掃討用の遠隔操作無人潜水機（ROV）。

## 来歴
対機雷戦においては、かつては掃海（sweeping）が大きな比重を占めていたが、機雷探知機の性能向上とともに、爆発物処理の手法による掃討（hunting）が注目されるようになった。その手法としては、当初は水中処分員による人力作業に依存していたが、人員喪失のリスク低減のため、遠隔操縦・自走式の機雷処分具による代替が模索されるようになった。
海上自衛隊でも、昭和43年度より自走式処分具の開発に着手して、75式機雷処分具S-4として制式化、はつしま型掃海艇（51MSC）で装備化した。しかし同機は、円盤型の機体のために運動性に問題があり、またおおむね浅深度にしか対応できないという問題があった。このことから、より深い深度にも対応できる新世代の機雷処分具として開発されたのが本機である。
研究は、昭和53年度より「深々度機雷掃討装置S-7」として着手された。昭和59年度に終了したが、そのまま装備化はされず、まず中深度用の1型がうわじま型（63MSC）で、ついで深深度用の2型がやえやま型（01MSO）で装備化されることになった。

## 設計
S-4の反省から、航走体は流体力学的に優れた魚雷型とされた。主推進装置は航走体の尾部両舷に1基ずつ、垂直方向に可動するアジマススラスターとして取り付けられている。これは、それぞれ出力5.5 kWの三相誘導電動機によって可変ピッチ・プロペラを駆動するものであり、速力の変更や旋回はその翼角を変えることで行う。また水平方向の姿勢や深度の変更のため、航走体の前部にはトンネルをもうけて垂直推進装置が備えられている。
航走体先端の大型の窓のなかには超音波水中映像装置（イメージング・ソナー）が装備されており、捜索用と類別用に切り替えられるようになっている。その映像は、光波長多重通信装置を介し、誘導電線と同軸に配置された光ファイバー・ケーブルを通じて母艇の操作盤に送られる。また目視での捜索・類別のために低光量ビデオカメラ（LLLTV）も備えられており、超音波水中映像装置の脇に1組、中央部の上下に各1組、それぞれ照明装置とセットで設置されている。
爆発物処理のため、航走体の先端下部に係維索カッター、また底面に処分用爆雷を備えている。係維索カッターは係維機雷に対して使用するもので、少量の火薬を爆発させて、その爆発力を利用してタガネで索を切断する方式である。超音波水中映像装置で機雷に接近、LLLTVで索を確認、係維索カッターで索を挟み込んだのちにカッターのみを留置して航走体は離脱し、母艇に帰還した後に遠隔操作でカッターを作動させて索を切断する。一方、処分用爆雷は沈底機雷に対して投じて使用するものである。

## 搭載艦艇
- うわじま型掃海艇（63MSC）
- やえやま型掃海艦（01MSO）